# كرايغ ستيفنز (لاعب كرة قدم أمريكية)
كرايغ ستيفنز (بالإنجليزية: Craig Stevens)‏ هو لاعب كرة قدم أمريكية أمريكي، ولد في 1 سبتمبر 1984 في سان بدروس ‏ في الولايات المتحدة.

## وصلات خارجية
- كرايغ ستيفنز على موقع مرجع كرة القدم المحترفة.كوم (الإنجليزية)